# Eleição municipal de Campinas em 1988
A eleição municipal de Campinas em 1988 ocorreu em 15 de novembro. O prefeito à época era Magalhães Teixeira (PSDB). Foram eleitos Jacó Bittar (PT) e Toninho do PT (PT) como prefeito e vice respectivamente. O candidato de situação, Vanderlei Simionato (PSDB) foi derrotado com uma margem de menos de 20 mil votos.

## Resultado da eleição para prefeito
Segundo o Tribunal Regional Eleitoral de São Paulo, foram 354.078 votos válidos, 44.590 votos brancos, 19.685 nulos, com a abstenção de 25.686 eleitores.
| Candidato                            | Vice                   | Coligação                     | Votos   | Percentual |
| ------------------------------------ | ---------------------- | ----------------------------- | ------- | ---------- |
| Jacó Bittar PT                       | Toninho do PT PT       |                               | 135.588 | 38,29%     |
| Vanderlei Simionato PSDB             | Jorge Antônio José PTB | PSDB, PTB, PCdoB, PL, PSC,PCB | 117.105 | 33,07%     |
| Luiz Lauro PFL                       | Atílio Vicentin PFL    |                               | 61.347  | 17,32%     |
| Manoel Moreira PMDB                  |                        |                               | 31.375  | 8,86%      |
| Paulo Roberto Felizardo PPB          |                        |                               | 2.887   | 0,82%      |
| Pedro Ubiratan Machado de Campos PDS |                        |                               | 2.502   | 0,71%      |
| Osvaldo Daniel Kaize Junior PV       |                        |                               | 1.901   | 0,54%      |
| Edna Pereira PSB                     |                        |                               | 1.373   | 0,39%      |